# Alfred North-Coombes
Alfred North-Coombes est un historien mauricien né le 30 mai 1907 à Maurice et mort le 21 octobre 1998 à Floréal. Il est l'auteur de plusieurs ouvrages sur l'histoire ancienne des Mascareignes, en particulier leur découverte par les Arabes et les Portugais, le voyage de François Leguat dans la région ou encore la faune endémique au début de la colonisation.